# 布伊特拉戈
布伊特拉戈，是西班牙卡斯蒂利亚-莱昂索里亚省的一个市镇。总面积5平方公里，总人口57人（2001年），人口密度11人/平方公里。